# Polyvinylpyrrolidon
Polyvinylpyrrolidon (PVP, polyvinyl pyrrolidon, povidon, polyvidon) is een polymeer bekomen door polymerisatie van het monomeer N-vinylpyrrolidon (1-vinyl-2-pyrrolidon) (links):
PVP is oplosbaar in water en polaire solventen zoals alcoholen. Het is een onschadelijke stof, in tegenstelling tot het monomeer dat verdacht wordt kankerverwekkend te zijn. PVP zelf is toegelaten als additief in voedingsmiddelen (E-nummer 1201); het wordt niet door het lichaam opgenomen. Ook in veel cosmetische en farmaceutische producten komt het als hulpstof voor.
De vorming van PVP werd ontdekt door de Duitse chemicus Walter Reppe en medewerkers bij I.G. Farbenindustrie (later BASF) in de jaren 1930 en in 1939 geoctrooieerd.
Droog PVP is een wit tot geel, amorf hygroscopisch poeder. Het vormt gemakkelijk goed aanhechtende films, en wordt daarom veel toegepast in coatings en kleefstoffen.
De voornaamste toepassingen van PVP zijn:
- haarlak: door verstuiving van PVP (opgelost in alcohol) vormt het een beschermend laagje rond het haar, geeft het er glans aan en zorgt het ervoor dat het kapsel zijn vorm behoudt. PVP was een van de eerste synthetische polymeren die hiervoor gebruikt werden (vanaf eind jaren 1940). Het hygroscopische karakter van PVP is hier echter een nadeel: het neemt vocht op waardoor het haar na verloop van tijd gaat samenklitten. Modernere haarlakken bevatten daarom andere polymeren (zoals copolymeren van vinylpyrrolidon met vinylacetaat, die minder hygroscopisch zijn), soms gemengd met een kleine hoeveelheid PVP;
- in farmaceutische oplosbare tabletten is PVP een bindmiddel dat vrijkomt in water en zo ervoor zorgt dat het tablet dan uiteenvalt;
- in voedingswaren dient PVP o.a. als bindmiddel of stabilisator, of om de voedingswaren een glanzend uiterlijk te geven;
- het wordt gebruikt in lijmen die moeten bevochtigd worden, zoals op traditionele enveloppen en postzegels;
- het was ook het basisingrediënt van de lijm in Prittstiften tot 2000, toen het is vervangen door chemisch gemodificeerd zetmeel;
- PVP wordt ook gebruikt in coatings voor "photo quality"-papier voor inktjetprinters en in de inkten voor die printers;
- PVP is een bestanddeel van povidonjodium, een belangrijk desinfecterend middel in de geneeskunde.

Polyvinylpolypyrrolidon (crospovidon, PVPP, E-nummer 1202) is een vernet PVP en onoplosbaar, dat toegepast wordt als klaarmiddel bij drankenbereiding. PVPP-poeder verdeeld in wijn, bier of sap bindt stoffen die een ongewenste geur of kleur aan de drank geven en wordt er nadien weer uitgefilterd.